# I Guess I Like It Like That
«I Guess I Like It Like That» — промосингл 1991 года, написанный австралийской певицей Кайли Миноуг и английским продюсерским дуэтом Сток и Уотерман, с четвёртого альбома Миноуг Let’s Get to It (1991). В песне использован семпл песни американского хип-хоп трио Salt-N-Pepa «I Like It Like That». В песне также есть отсылка к припеву песни Freestyle Orchestra «Keep on Pumping It Up», но семпл песни не использован, как часто ошибочно указывают в различных статьях. Часть текста также использовалась в предназначенном для выпуска в 1990 году сингле The Visionmasters and Tony King «Keep on Pumpin' It», однако песня не была выпущена как сингл в то время.
«If You Were with Me Now» и «I Guess I Like It Like That» были выпущены в Австралии в октябре 1991 года. Однако, если «If You Were with Me Now» и на СD, и на компакт-кассете, то «I Guess I Like It Like That» был выпущен только как А-сторона 12-дюймового винила.
Сокращенная и расширенная версии «I Guess I Like It like That» были выпущены на CD-релизе «If You Were with Me Now». Однако трек-лист на компакт-диске указан неверно, обозначенный как третий трек «If You Were with Me Now — Extended» на самом деле является «I Guess I Like It Like That — Extended». Расширенная версия также является альбомной.
Несмотря на то, что песня была выпущена как сингл в 1991 году, он остается одним из немногих синглов Миноуг, не включенных ни в одну её компиляцию лучших хитов.

## Выступления
Кайли исполняла песню во время следующих турне:
- Let’s Get to It Tour
- Showgirl: The Greatest Hits Tour (как часть «Smiley Kylie Medley»)
- Showgirl: The Homecoming Tour (как часть «Everything Taboo Medley»)
- For You, For Me Tour (как часть «Everything Taboo Medley»)

## Список композиций
Здесь представлены основные форматы релиза и трек-листы сингла «I Guess I Like It Like That».
| №  | Название                      | Длительность |
| -- | ----------------------------- | ------------ |
| 1. | «I Guess I Like It Like That» | 6:00         |

| №  | Название                             | Длительность |
| -- | ------------------------------------ | ------------ |
| 1. | «I Guess I Like It Like That» (Edit) | 3:30         |
| 2. | «If You Were with Me Now»            | 3:10         |

| №  | Название                                       | Длительность |
| -- | ---------------------------------------------- | ------------ |
| 1. | «If You Were with Me Now»                      | 3:10         |
| 2. | «I Guess I Like It Like That» (Edit)           | 3:30         |
| 3. | «I Guess I Like It Like That» (см. примечание) | 6:00         |

Австралийский компакт-диск выпущен с неверным трек-листом, в котором «If You Were with Me Now» — extended указан как третий трек.

## Keep on Pumpin' It
«Keep on Pumpin’ It» — поп-данс/техно песня проекта Пола Тейлора и Дэнни Гибрида Visionmasters and Tony King при сотрудничестве с австралийской певицей Кайли Миноуг. Песня была написана Миноуг и английским продюсерским дуэтом Сток и Уотерман. В ней использован семпл песни Freestyle Orchestra «Keep on Pumping It Up», а также вокальные партии песни Миноуг «I Guess I Like It Like That». Последняя была выпущена синглом, но не в версии Visionmasters/Tony King. Несмотря на то, что в песне использован вокал только Миноуг, её имя не указано на обложке сингла.
Песня стала крупным хитом в ночных клубах, вследствие чего добралась до 49-й позиции чарта Британии.

## Выступления
Кайли исполняла песню во время следующих турне:
- Let’s Get to It Tour (исполнялась как «I Guess I Like It Like That»)
- Showgirl: The Greatest Hits Tour (как часть «Smiley Kylie Medley»)
- Showgirl: The Homecoming Tour (как часть «Everything Taboo Medley»)
- For You, For Me Tour (как часть «Everything Taboo Medley»)

## Список композиций
Здесь представлены основные форматы релиза и трек-листы сингла «Keep on Pumpin’ It».
| №  | Название                                 | Длительность |
| -- | ---------------------------------------- | ------------ |
| 1. | «Keep on Pumpin’ It» (Angelic Edit)      | 4:00         |
| 2. | «Keep on Pumpin’ It» (Angelic Remix)     | 7:24         |
| 3. | «Keep on Pumpin’ It» (Astral Flight Mix) | 6:54         |

| №  | Название                            | Длительность |
| -- | ----------------------------------- | ------------ |
| 1. | «Keep on Pumpin’ It» (Angelic Edit) | 4:00         |

| №  | Название                                  | Длительность |
| -- | ----------------------------------------- | ------------ |
| 1. | «Keep on Pumpin’ It» (Astral Flight Edit) | 3:28         |

| №  | Название                             | Длительность |
| -- | ------------------------------------ | ------------ |
| 1. | «Keep on Pumpin’ It» (Angelic Remix) | 7:24         |

| №  | Название                                 | Длительность |
| -- | ---------------------------------------- | ------------ |
| 1. | «Keep on Pumpin’ It» (Astral Flight Mix) | 6:54         |

## Чарты
| Чарт (1991)      | Место |
| ---------------- | ----- |
| UK Singles Chart | 49    |